# Ngoap
Ngoap est un village du Cameroun situé dans la région de l'Est et dans le département du Haut-Nyong. Ngoap fait partie de la commune de Mboma et du canton d'Ayong-Yerap.

## Population
Lors du recensement de 2005, Ngoap comptait 846 habitants, dont 389 hommes et 457 femmes.
En 1966/1967 on dénombrait 438 habitants à Ngoap.

## Infrastructures
En 1967, il y avait à Ngoap un marché périodique ainsi qu'une école protestante officielle dont le cycle était incomplet.
Ngoap était alors sur la piste auto de Nguélémendouka, Loumbo, Mayos carrefour vers Zoumé.